# Worcester Railers
Worcester Railers je profesionální americký klub ledního hokeje, který sídlí ve Worcesteru ve státě Massachusetts. Do ECHL vstoupil v ročníku 2017/18 a hraje v Severní divizi v rámci Východní konference. Své domácí zápasy odehrává v hale DCU Center s kapacitou 12 239 diváků. Klubové barvy jsou ocelová modř, šedá a bílá. Jedná se o farmu klubů New York Islanders (NHL) a Bridgeport Sound Tigers (AHL).

## Přehled ligové účasti
Zdroj:
- 2017– : East Coast Hockey League (Severní divize)